# (32024) 2000 HP89
2000 HP89 (asteroide 32024) é um asteroide da cintura principal. Possui uma excentricidade de 0.20440830 e uma inclinação de 3.30932º.
Este asteroide foi descoberto no dia 29 de abril de 2000 por LINEAR em Socorro.